# Тахтаров, Динислам Карваланович
Динислам Карваланович Тахтаров (3 апреля 1998, Адиль-Янгиюрт, Бабаюртовский район, Дагестан, Россия) — российский борец вольного стиля.

## Биография
Родился в селе Адиль-Янгиюрт, по национальности — кумык.
Воспитанник школы хасавюртовского «Спартака». В октябре 2017 года выиграл турнир на призы Хизри Шихсаидова. В июле 2019 года завоевал бронзу на чемпионате России. В октябре 2019 года стал бронзовым призёром молодёжного чемпионата мира U23 в Будапеште. В ноябре 2019 года стал третьим на международном турнире имени Динмухамеда Кунаева в Таразе. 21 июня 2023 года в полуфинале чемпионата России в Каспийске уступил Муслиму Мехтиханову. 22 июня 2023 года в схватке за 3 место одолел Джабраила Гаирбекова из Москвы и завоевал бронзовую медаль чемпионата России.

## Результаты на крупных турнирах
- Чемпионат России по вольной борьбе 2019 — ;
- Чемпионат мира по борьбе U23 2019 — ;
- Чемпионат России по вольной борьбе 2023 — ;